# 阿斯巴赫河
50°55′45″N 7°38′44″E / 50.92917°N 7.64556°E

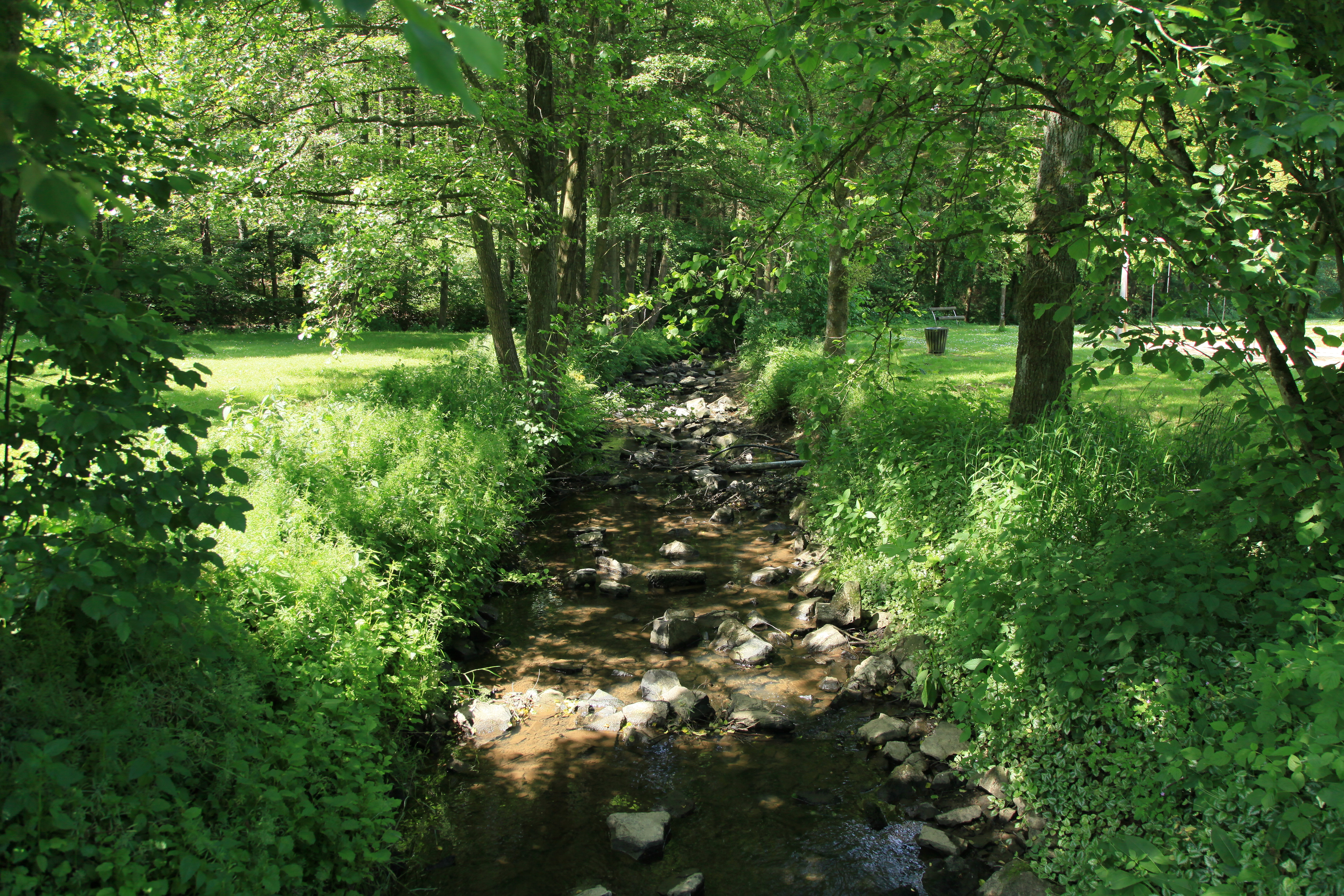

阿斯巴赫河（德語：Asbach），是德國的河流，位於該國西部，處於北萊茵-威斯特法倫州，屬於維爾河的左支流，河道全長7.1公里，流域面積14.6平方公里。